# Поляроид-арт

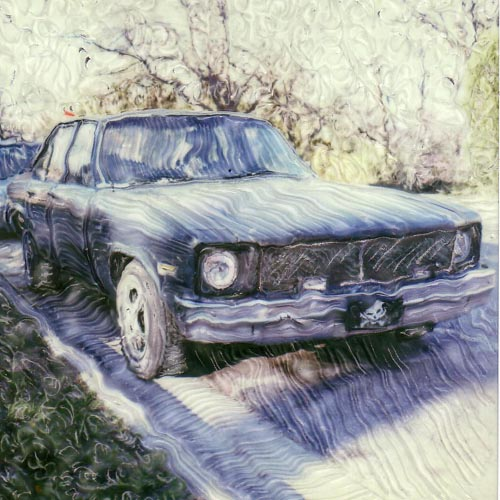
Пример художественной обработки фотографии, снятой на плёнке SX-70.

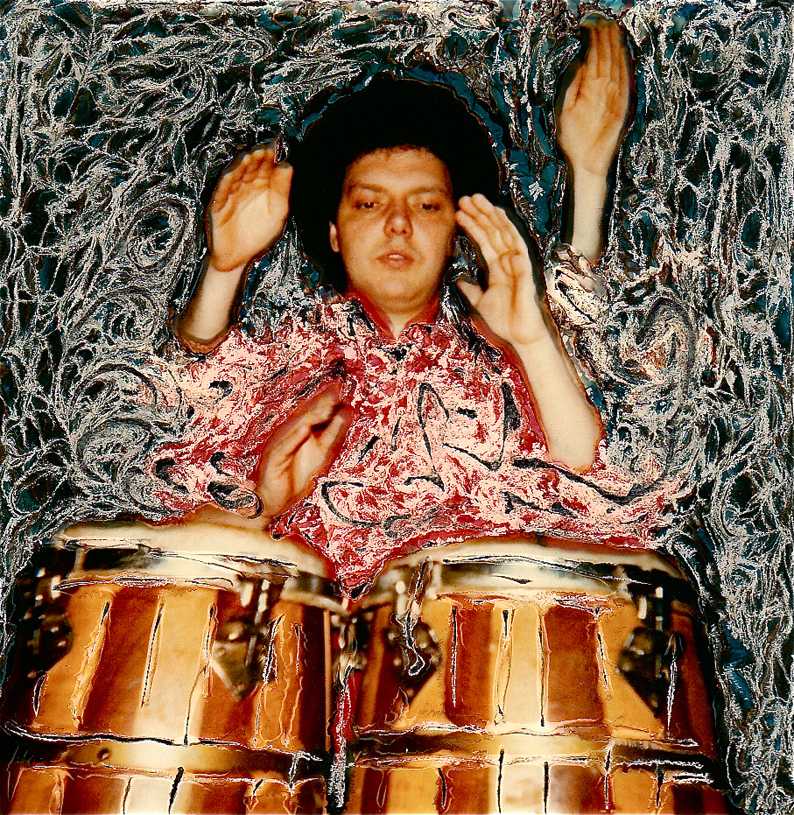
Ещё один пример манипуляции над плёнкой SX-70.

Поляроид-арт (англ. Polaroid art) ― направление в современном фотоискусстве.  
Некоторые моментальные фотографии, снятые фотоаппаратами производства компании Polaroid подходят для различных форм альтернативной обработки, которая позволяет достичь различных художественных эффектов. Особенно любопытных результатов художники могли достигать, экспериментируя над фотографиями Polaroid SX-70: для этого они использовали самые различные инструменты и методы: например, добивались высыхания эмульсии для создания эффекта масляной живописи. Однако SX-70 давно вышел из производства, а аналогичные продукты линейки Polaroid Originals не обладают такими же художественными качествами ― поэтому и эксперименты с фотоплёнкой также в конце концов сошли на нет. 
Подъём эмульсии может быть достигнут путём погружения Polaroid, пластины с разделительным слоем Fuji и некоторых плёнок Impossible Project в воду, а затем ― переноса эмульсии на новую поверхность, такую как дерево, металл или бумага. 
Передача изображений ― это ещё один метод переноса изображения с мгновенно отслаивающейся пленки на новую поверхность. Передача изображений осуществляется путем снятия негативно-позитивной вставки на части в начале разработки и плотного надавливания влажной негативной стороны на лист бумаги для печати и применения равномерного давления с помощью ролика, который переносит его на новую поверхность. 
Открытие техники работы с Polaroid со стороны профессиональных художников и фотографов привело к рождению особого направления в искусстве. С такими фотографиями активно работали Стефан де Жагер, Ален Флейг, Девид Хокни, Лукас Самарас. 
В 1981 году французский критик искусства Пьер Рестани, написавший рецензию на каталог выставки Ars + Machina I, прошедшей в Доме культуры Ренна, отзывался о фотографических работах следующим образом: «Поляроид-арт в лице Андре Маля, Анжа Маньели, Одиль Мулине и Педро Юарта в последние годы воинственно заявил о себе и с тех пор остаётся одним из наиболее открытых направлений среди современной фотографии».
Паоло Джиоли, который проводил схожие художественные эксперименты, был охарактеризован критиками как «нео-пикторалист».
Американский художник Дэвид Хокни использует моментальную печать в качестве художественного инструмента ещё с 1980-х годов. Он создаёт фотомонтажи больших размеров, состоящие из нескольких картинок; сам он называет их «джойнеры» (joiners).